# Lucito
Lucito é uma comuna italiana da região do Molise, província de Campobasso, com cerca de 960 habitantes. Estende-se por uma área de 31 km², tendo uma densidade populacional de 31 hab/km². Faz fronteira com Castelbottaccio, Castellino del Biferno, Civitacampomarano, Limosano, Morrone del Sannio, Petrella Tifernina, Sant'Angelo Limosano, Trivento.